# Julków
Julków es un pueblo ubicado en la gmina Biała Podlaska, distrito de Biała Podlaska, voivodato de Lublin, Polonia.

## Superficie
Cuenta con una superficie de 2,230 kilómetros cuadrados.

## Demografía
Hasta 2011 la población era de 132 habitantes, con una densidad de población de 59,19 habitantes por kilómetro cuadrado. Estaba conformada por 60 hombres (45,5%) y 72 mujeres (54,5%), según el censo de la Oficina Central de Estadística.